# (17089) Mercado
(17089) Mercado (1999 JU19) – planetoida z pasa głównego asteroid okrążająca Słońce w ciągu 3,99 lat w średniej odległości 2,52 j.a. Odkryta 10 maja 1999 roku.